# Javier Maroto
Javier Ignacio Maroto Aranzabal (gọi đơn giản là Javier Maroto) là một chính khách Tây Ban Nha phục vụ như thượng nghị sĩ từ Castile và León kể từ ngày 24 tháng 7 năm 2019 và là người phát ngôn của Nhóm nổi tiếng tại Thượng viện kể từ ngày 30 tháng 7.
Ông là Thị trưởng Vitoria-Gasteiz, từ năm 2011 đến 2015, thủ đô của xứ Basque và tỉnh Álava. Đồng thời, ông từng là thành viên của Quốc hội Basque và năm 2016, ông được bầu làm Thành viên của Đại hội Đại biểu cho đến năm 2019.

## Đời sống gia đình
Vào tháng 6 năm 2015, Maroto tuyên bố đính hôn với bạn đời lâu năm là ông Jose "Josema" Rodríguez. Đám cưới được tổ chức vào ngày 18 tháng 9 năm 2015 tại tòa thị chính của Vitoria. Đám cưới đạt được ý nghĩa chính trị khi được thông báo rằng Thủ tướng Mariano Rajoy, người đã thách thức luật phê duyệt hôn nhân đồng giới khi ông là lãnh đạo phe đối lập, sẽ tham dự đám cưới với tư cách khách mời.